# ۳۹۴ (پیش از میلاد)
۳۹۴ (پیش از میلاد) ۳۹۴مین سال قبل از تقویم میلادی است.